# Florence Chambers
Florence Chambers, Florence Newkirk après son mariage, née le 2 novembre 1907 à Boston et morte le 27 septembre 1979 à Fallbrook (Comté de San Diego), est une nageuse américaine, spécialiste des courses de dos.

## Biographie
Florence Chambers commence la natation à l'âge de 9 ans après un accident de tramway, dans le cadre de sa rééducation du dos. Elle accumule les victoires (175 trophées et 450 médailles).
Florence Chambers est engagée aux Jeux olympiques d'été de 1924 à Paris sur le 100 mètres dos. Elle termine troisième de sa série en 1 min 32 s et est qualifiée pour la finale (il n'y avait que deux séries et 10 nageuses) au titre de meilleure troisième. Elle termine au pied du podium en 1 min 30 s 80.
En 1930, elle entame ensuite une carrière d'entraîneur, d'abord à Mission Bay (San Francisco) où elle a comme élève Florence Chadwick. En 1937, elle achète un ranch. En 1948, elle part participer à une compétition de natation dans le cadre de l'Exposition nationale canadienne : elle envisage de nager le « championnat du monde du 5 miles » sur le dos. Sur la route, elle est victime d'un très grave accident de voiture et manque de perdre un bras. À la fin des années 1950, elle vend son ranch pour s'installer à Escondido (Californie).
En 1970, elle entre au San Diego Hall of Champions.